# Międzybórz (Łódź)
Międzybórz is een dorp in het Poolse woiwodschap Łódź, in het district Opoczno, in de gemeente Opoczno.
Het dorp is gelegen op 7 km ten noordoosten van Opoczno. Dit dorp grenst aan de dorpen: Zameczek, Wola Załężna, Sobawiny, Libiszów en Trzebina. Door Międzybórz stroomt de rivier de Drzewiczka.